# Vaudeville (Meurthe-et-Moselle)
Vaudeville é uma comuna francesa na região administrativa de Grande Leste, no departamento de Meurthe-et-Moselle. Estende-se por uma área de 9,05 km². Em 2010 a comuna tinha 154 habitantes (densidade: 17 hab./km²).